# Kerkstraat 2 (Eemnes)
Kerkstraat 2, ook Wakkerendijk 2, is een rijksmonument op de noordelijke hoek van de Kerkstraat met de Wakkerendijk in Eemnes in de provincie Utrecht. 
De langhuisboerderij stamt uit de achttiende eeuw. De boerderij wordt al genoemd in 1824 als eigendom van timmerman Gerrit Gerritse Breed en zijn vrouw Willempje Jacobse. Er waren sindsdien een kruidenierszaak en een bakkerij in het pand gevestigd.
Het pand bestaat uit twee haakse zadeldaken die gedekt zijn met Hollandse pannen. Het venster boven de deur is getooid met een levensboom. 